# 天床一
HD 124730，又名BD+70 778，SAO 16305、HR 5334，是一颗小熊座的恒星，视星等为5.24，位于銀經112.88，銀緯46.09，其B1900.0坐标为赤經14h 10m 12.4s，赤緯+69° 46.09′ 7″。